# Seznam generálních ředitelů Hasičského záchranného sboru České republiky
Toto je seznam generálních ředitelů Hasičského záchranného sboru České republiky. Hasičský záchranný sbor České republiky (HZS ČR) vznikl dne 1. ledna 1995 ze Sboru požární ochrany. Do konce roku 2000 ho vedl vrchní požární rada České republiky, od roku 2001 je nejvyšší funkcí generální ředitel HZS ČR.

## Vrchní požární radové
Seznam vrchních požárních radů, kteří ze své funkce vedli HZS ČR:
- plk. Vladimír Vlček (leden 1995)
- plk. Vladislav Banasinský (únor 1995 – květen 1997)
- genmjr. Miroslav Štěpán (červen 1997 – 31. prosince 2000)

## Generální ředitelé
Seznam generálních ředitelů HZS ČR:
- genmjr. Miroslav Štěpán (1. ledna 2001 – 30. listopadu 2011)[2][3]
- genpor. Drahoslav Ryba (1. prosince 2011 – 18. července 2021)[4][5]
- genpor. Vladimír Vlček (od 19. července 2021)[6]